# 石筒之男神
石筒之男神（日语：イワツツノオノカミ）為《古事記》裡的記述，《日本書紀》則記作磐筒男神，祂是日本神話裡的神祇。

## 概要

### 古事記之記載
據《古事記》上卷之記錄，伊邪那美命產下火之迦具土神時遭之灼傷而亡，悲痛的伊邪那岐命持十拳劍砍殺後者，劍鋒之血噴濺岩石，化成石拆神、根拆神、石筒之男神等三神。

### 日本書紀之記載
而《日本書紀》卷第一神代上記載的第六種說法與前述橋段類似，伊奘諾尊拔出十握劍，斬軻遇突智為三段俱化成神，其中劍鋒的滴血化作磐裂神、根裂神、磐筒男命（或云磐筒男命與磐筒女命）。不過第七種說法為血染天八十河中的五百箇磐石，化成作磐裂神、根裂神，子神則為云磐筒男命與磐筒女命，復生子神經津主神。

## 解說
神名裡的「筒（（日語）ツツ）」表「某某之神靈」，故全名可解作「岩石之男神」。不過，江戶時代後期的國學專家橘守部認為石拆神及根拆神的「拆（（日語）サク）」應作「裂開」解釋，也就是伊奘諾尊那把十握劍具有「劈裂岩石的威力」。相對而言，「石筒」應作「石槌」解釋，也就是鍛造劍的工具。

## 內部連結
- 伊奘諾尊
- 伊奘冉尊
- 石拆神根拆神